# Велика илузија 2
Велика илузија 2, такође позната и као Велика илузија: Други чин, амерички је пљачкашки филм из 2016. године у режији Џон М. Чуа. Филм садржи глумачку екипу која укључује Џеси Ајзенберг, Марка Рафала, Вуди Харелсона, Дејва Франка, Данијела Радклифа, Лизи Каплан, Сану Лејтан, Мајкла Кејна и Моргана Фримана. 
3. јула 2013. године, званично је најављено да је наставак филма Велика илузија у припреми. Снимање је почело у новембру 2014. и трајало је до маја 2015. године. Филм је изашао 10. јуна 2016. године, добио је мешовите критике критичара, али је ипак зарадио 334 милиона долара широм света.